# ميشيل ترودو
ميشيل ترودو هو عالم أحياء دقيقة كندي، ولد في 2 أكتوبر 1975 في أوتاوا في كندا، وتوفي في 13 نوفمبر 1998 في Kokanee Glacier Provincial Park ‏ في كندا بسبب تيهور.